# Campeonato Mundial de Tiro de 1924
El XXII Campeonato Mundial de Tiro se celebró en Reims (Francia) en el año 1924 bajo la organización de la Federación Internacional de Tiro Deportivo (ISSF) y la Federación Francesa de Tiro.

## Resultados

### Masculino
| Evento                                  | Oro                                    | Plata                                  | Bronce                              |
| --------------------------------------- | -------------------------------------- | -------------------------------------- | ----------------------------------- |
| Rifle 3 posiciones 300 m                | Morris Fisher Estados Unidos 1075 pts. | Walter Stokes Estados Unidos 1067 pts. | Karl Zimmermann · Suiza · 1052 pts. |
| Rifle 3 posiciones 300 m (equipos)      | Estados Unidos 5284                    | Suiza · 5184                           | Francia 5097                        |
| Rifle en pos. tendida 300 m             | Walter Stokes Estados Unidos 383       | Morris Fisher Estados Unidos 383       | Raymond Coulter Estados Unidos 382  |
| Rifle en pos. de rodillas 300 m         | Morris Fisher Estados Unidos 365       | Lars Jørgen Madsen Dinamarca 361       | Juan Martino Argentina 360          |
| Rifle en pos. de pie 300 m              | Karl Zimmermann · Suiza · 339          | Walter Stokes Estados Unidos 333       | Abelardo Rico Argentina 333         |
| Rifle militar 3 posiciones 300 m        | Abelardo Rico Argentina 492            | Walter Lienhard · Suiza · 491          | Carl Osburn Estados Unidos 489      |
| Rifle militar en pos. tendida 300 m     | Abelardo Rico Argentina 179            | Vilhelm Andersson · Suecia · 175       | Mauritz Eriksson · Suecia · 175     |
| Rifle militar en pos. de rodillas 300 m | Raymond Durand Francia 172             | Walter Lienhard · Suiza · 171          | Josias Hartmann · Suiza · 167       |
| Rifle militar en pos. de pie 300 m      | François Lafortune · Bélgica · 162     | Josias Hartmann · Suiza · 162          | Aix Bouwens · Países Bajos · 162    |
| Pistola 50 m                            | Wilhelm Schnyder · Suiza · 531         | Paul Van Asbroeck · Bélgica · 527      | Christian Lehrman Dinamarca 527     |
| Pistola 50 m (equipos)                  | Suiza · 2572                           | Francia 2561                           | Dinamarca 2540                      |

## Medallero
| Núm. | País           | Oro | Plata | Bronce | Total |
| ---- | -------------- | --- | ----- | ------ | ----- |
| 1    | Estados Unidos | 4   | 3     | 2      | 9     |
| 2    | Suiza          | 3   | 4     | 2      | 9     |
| 3    | Argentina      | 2   | 0     | 2      | 4     |
| 4    | Francia        | 1   | 1     | 1      | 3     |
| 5    | Bélgica        | 1   | 1     | 0      | 2     |
| 6    | Dinamarca      | 0   | 1     | 2      | 3     |
| 7    | Suecia         | 0   | 1     | 1      | 2     |
| 8    | Países Bajos   | 0   | 0     | 1      | 1     |
|      | TOTAL          | 11  | 11    | 11     | 33    |